# Asplundia caput-medusae
Asplundia caput-medusae är en enhjärtbladig växtart som först beskrevs av Joseph Dalton Hooker, och fick sitt nu gällande namn av Gunnar Wilhelm Harling. Asplundia caput-medusae ingår i släktet Asplundia och familjen Cyclanthaceae.
Artens utbredningsområde är Venezuela. Inga underarter finns listade.